# جسيمات شحمية مهبطية

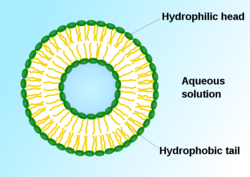
صورة تخطيطية لجسيم شحمي مكون من ليبيدات فسفورية في محلول مائي.

## في الحياة
الجسيمات الشحمية الموجبة أو Cationic liposomes وهي بنى مؤلفة من دهنيات موجبة الشحنة التي تجري عليها ابحاث عديدة لاستخدامها في العلاج الجيني لتفاعلها المفضّل مع الحمض النووي DNA السالب الشحنة وأغشية الخلايا.وهي معروفة أيضاً باسم cationic lipoplexes.

## امظر أيضاً
علاج جيني